# Wijnbouw in India

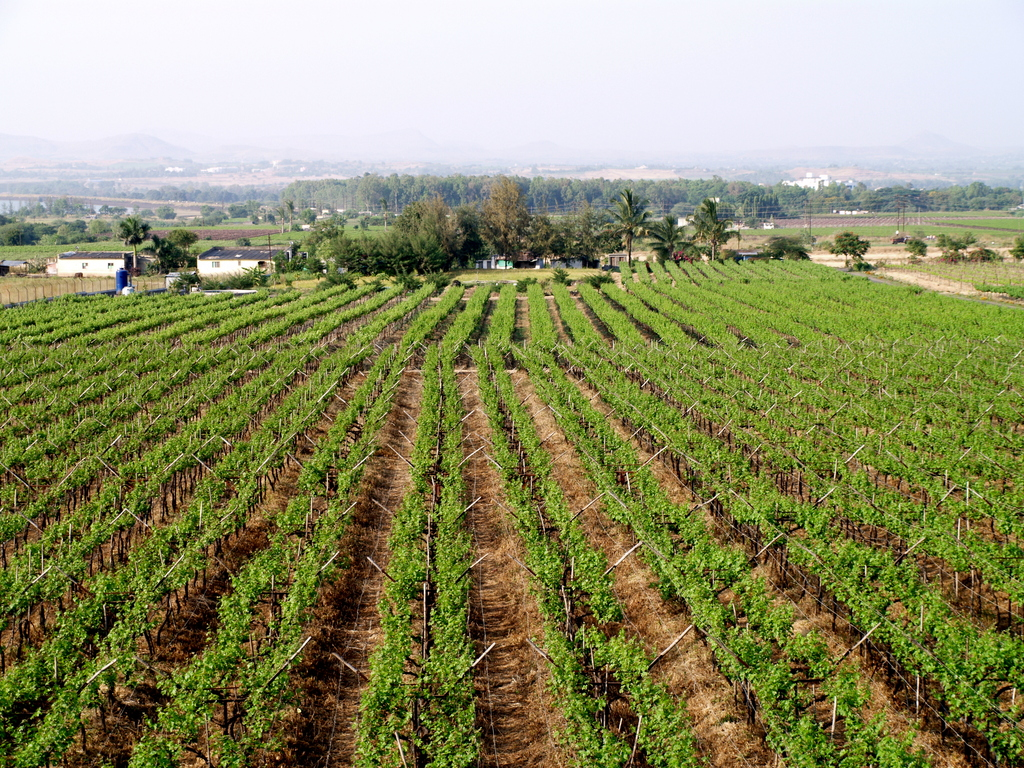
Wijngaard in Nasik, Maharashtra.

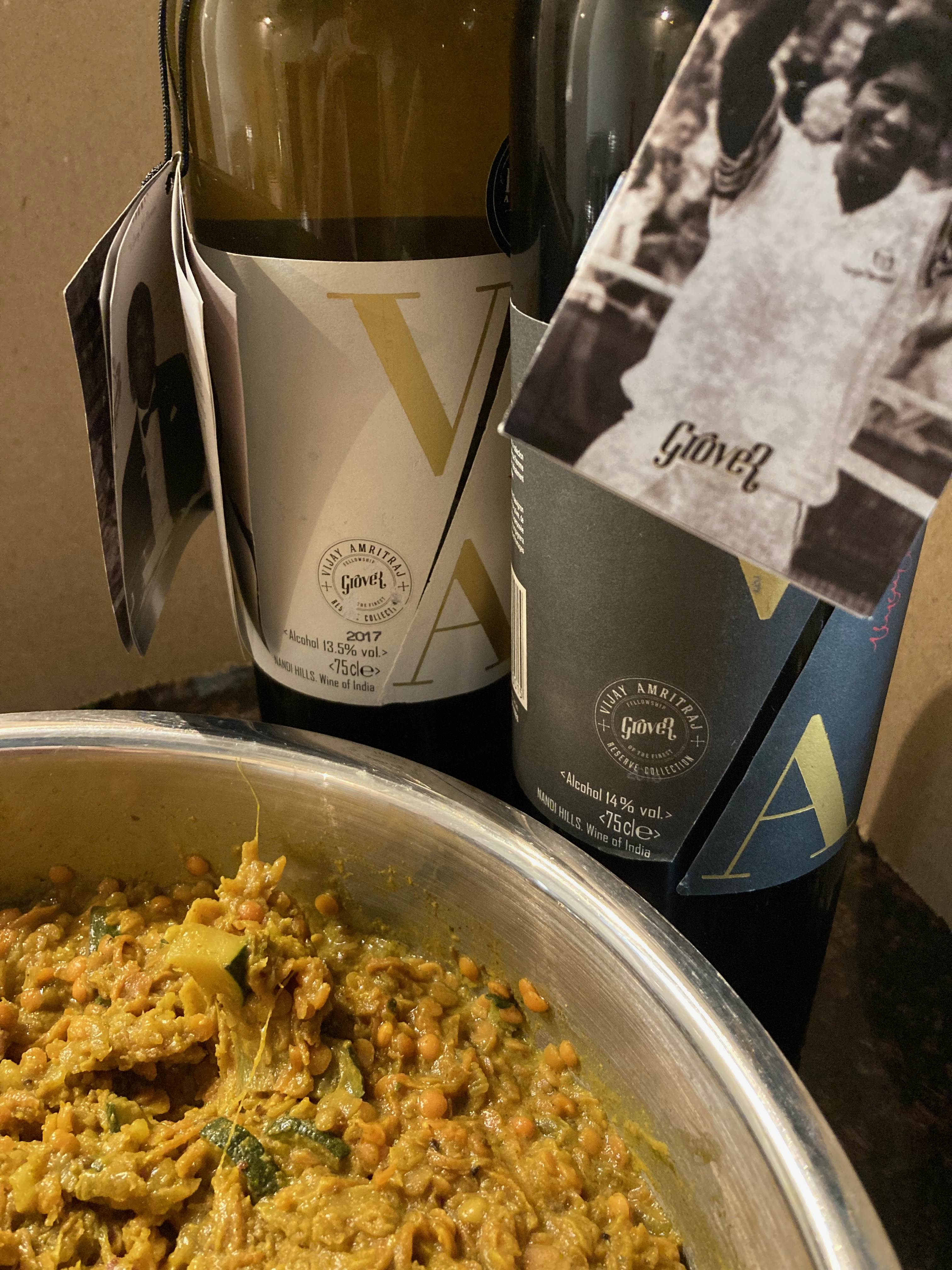
Indiase wijn met Dahl.

De wijnbouw in India is op wereldschaal gezien bescheiden, maar breidt zich uit. Wijnbedrijven in India zijn meestal omvangrijk en modern. In 2018 was er 147.000 hectare aan wijngaarden. Het land stond toen op de dertiende plaats van de wereldranglijst. Door de Indiase bevolking zelf wordt zeer weinig wijn gedronken. Voornaamste reden daarvoor is enerzijds de aangehangen religie’s en anderzijds dat – als men alcoholische drank nuttigt – dit meestal sterke drank of bier is.

## Geschiedenis
Het vroegste bericht over de teelt van druiven in India gaat terug tot 500 jaar voor onze jaartelling. Ze werd toentertijd vermoedelijk geïntroduceerd in de Indusvallei door Perzische handelaren. De druiven werden mogelijk gebruikt als tafeldruif en voor druivensap.
In de Vedische tijd zouden bepaalde stammen bekend zijn met een 'bedwelmende drank'. Een religieuze tekst van de Veda's vermeldt minstens één alcoholische drank – sura, een soort rijstwijn met honing gefermenteerd. De eerste bekende vermelding van op druiven gebaseerde wijnen zou in de late vierde eeuw zijn, in de geschriften van Chanakya de eerste minister van keizer Chandragupta Maurya.
De eerste wijnhandel werd gevoerd door de Portugezen rond 1500 in de door hen gestichte kolonie Goa aan de westkust. In 1676 vestigden de Fransen zich aan de oostkust van India bij Pondicherry, ten zuiden van Chennai. Vanaf de 17e eeuw – in de beginfase van de Britse kolonisatie – zijn veel druivenplantages aangelegd in de regio's nabij Baramati, Kasjmir en Surat. De meeste druiven werden niet ingezet voor de productie van wijn. In de 19e eeuw werd er geleidelijk aan meer wijn gedronken. Begin 20e eeuw kwam daar echter een eind aan. Aanvankelijk door een toen heersende plaag van de phyloxera-druifluis. Daarna, in de jaren 1950, door drooglegging vanwege religieuze invloeden in meerdere Indiase deelstaten.

## Moderne wijnbouw
Sinds de jaren 1980 groeit de wijnindustrie in India weer. Met behulp van Franse wijnmakers begon men met het importeren van Vitis vinifera-druivensoorten als Cabernet Sauvignon, Chardonnay, Pinot blanc, Pinot noir en Ugni blanc. Behalve 'stille wijnen' begon men ook mousserende wijnen te maken.
Rond de eeuwwisseling naar de 21e eeuw nam de vraag sterk toe. Per hoofd van de bevolking blijft de wijnconsumptie laag, maar er is sprake van een groeiende vraag, met name onder jongeren. Export is eveneens een belangrijke factor.

## Regio’s

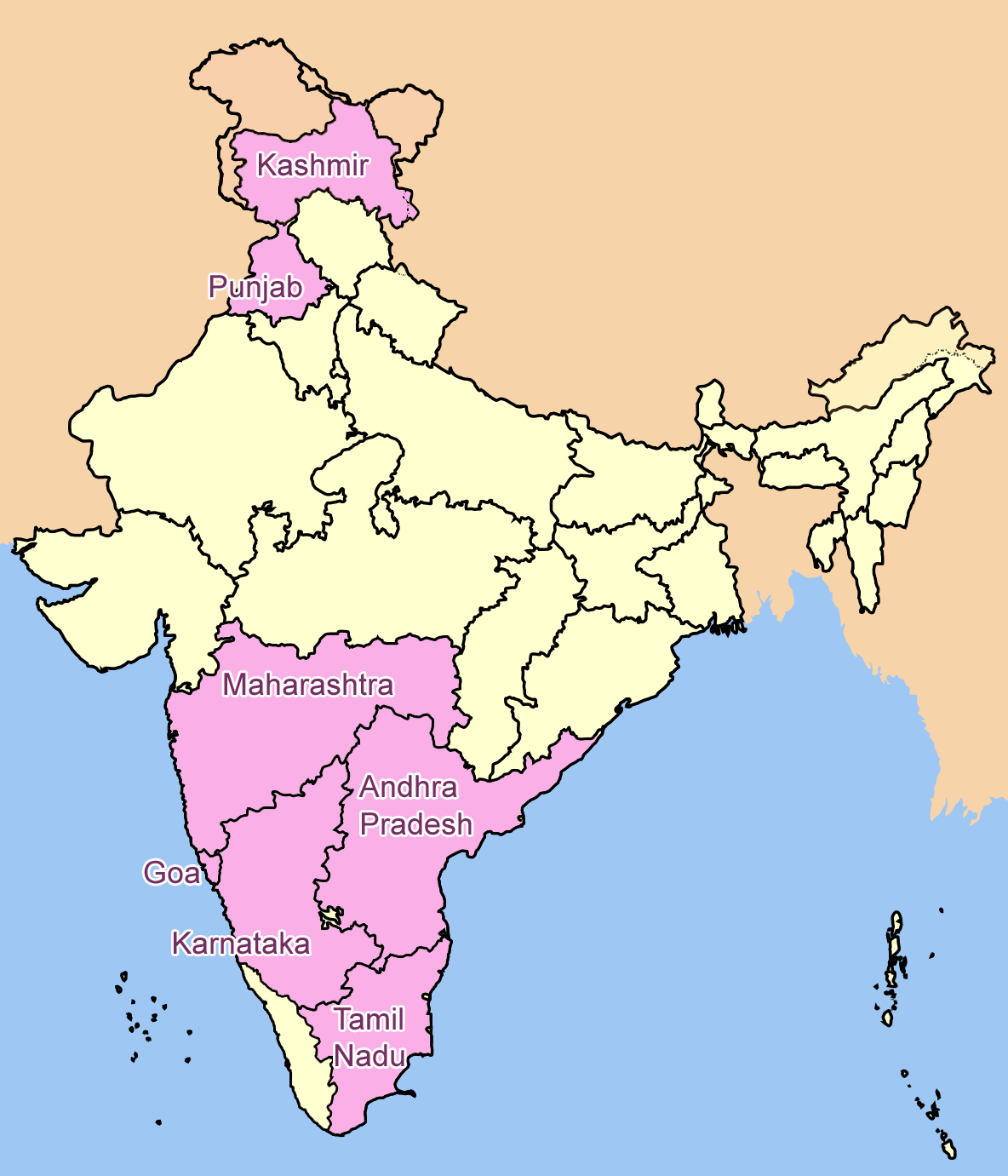
In roze: De Indiase deelstaten waar wijnbouw plaatsvindt.

De wijngaarden in India liggen in de gebieden met een meer gematigde klimaatzones. Wijnbouw wordt uitgeoefend in zeven Indiase deelstaten. In twee noordelijke en vijf zuidelijke. Zo'n twee derde van de totale wijnbouw vindt plaats in de deelstaat Maharashtra.
In het noorden liggen wijngaarden in een gematigde klimaatzone van het hooggebergte. De temperatuur komt gemiddeld uit tussen de 18 en 23 graden Celsius. Deze gebieden zijn:
- Kashmir
- Punjab

In het zuidelijke deel van het subcontinent ligt de temperatuur gemiddeld rond de 27 graden. In Tamil Nadu nog iets warmer. Met de klok mee:
- Maharashtra – Met het belangrijkste wijnbouwgebied ten oosten van de stad Mumbai
- Andhra Pradesh/Telangana
- Tamil Nadu
- Karnataka
- Goa

Grotere wijnproducerende gebieden bevinden zich in Maharashtra, Karnataka bij Bangalore en Telangana bij Hyderabad. Binnen de Maharashtra-regio zijn wijngaarden te vinden op de Dekanvlakte en rond Baramati, Nashik, Poona, Sangli en Solapur. Vanwege de grote hitte en vochtigheid in het oostelijke deel van het land is de wijnbouwactiviteit er beperkt.
De stad Nashik in de staat Maharashtra – 150 kilometer ten noordoosten van Mumbai – wordt als 'wijnhoofdstad van India' geduid. Tussen Nashik en het westelijker gelegen stuwmeer voor de Gangapur-dam liggen meerdere grote wijngaarden. Zo ook nabij de zuidelijker gelegen steden Poona en Baramati.
Jaarlijks wordt er in Nashik een wijnfestival georganiseerd.

## Klimaat
Vanwege grote hitte en moessons is een groot deel van het Indiase subcontinent niet geschikt voor wijnbouw. Vanwege de uitgestrektheid en diversiteit in klimaat en geologie, is in een aantal gebieden toch geschikte terroir om wijn te maken. Wijngaarden zijn vooral te vinden op grotere hoogte waar geprofiteerd kan worden van de koelere lucht. De hoogte van de Indiase wijngaarden varieert doorgaans van ongeveer 200 meter in Karnataka, 300 meter in Maharashtra, 800 meter langs de hellingen van de Sahyadri tot 1000 meter in Kasjmir. De zomertemperatuur kan oplopen tot 45 °C en in de winter dalen tot 8 °C. Tijdens het hoogseizoen in de maanden juni, juli en augustus valt er tussen de 625 en 1500 millimeter regen.

## Wijnbouw en wijn

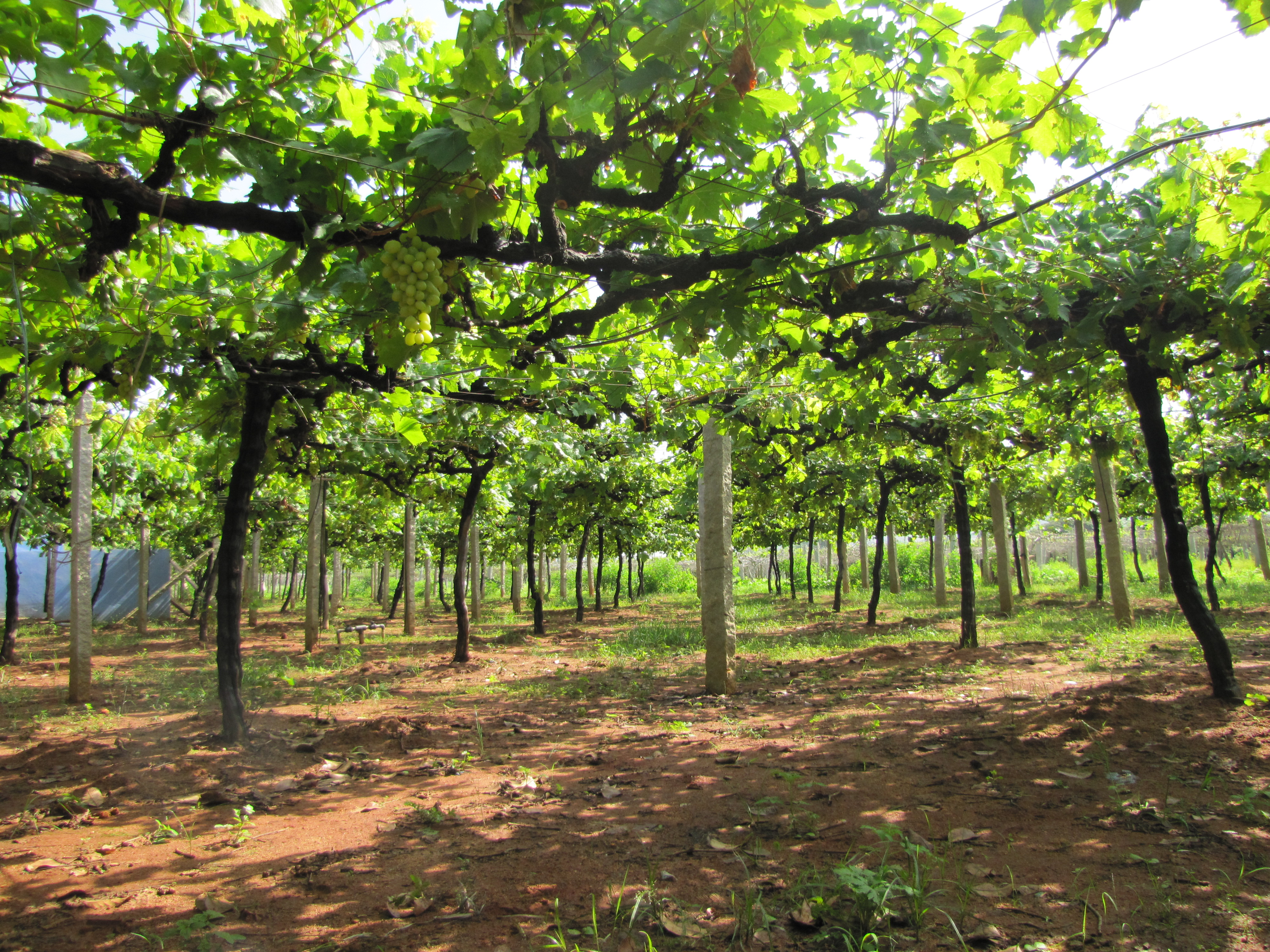
Pergola druiventeelt in het hetere zuiden

De wijnranken worden ook wel onder een pergola's en/of langs bamboe stokken geleid. De afdekking met een bladerdak beschermt de druiven tegen te veel zonnestraling. De ranken worden ver uit elkaar geleid om ze goed te beluchten en zo tegen schimmelinfecties te behoeden. Irrigatie is in de wijngaarden essentieel gezien het klimaat. Door de tropische omstandigheden zijn de opbrengsten hoog. Het hele jaar door wordt er gesnoeid. Het oogsten vindt doorgaans plaats rond de maand februari en wordt gewoonlijk met de hand uitgevoerd. In de zeer warme wijngebieden van Tamil Nadu, Karnataka en Andhra Pradesh kan twee keer per jaar geoogst worden.
In 2000 waren er zes wijnbedrijven in het land. Per 2008 was dat aantal gegroeid tot 65. Zo'n 85% daarvan is gevestigd in de deelstaat Maharashtra.
De enige Master of Wine uit India (2020) is Sonal Holland.

## Druifvariëteiten en wijn

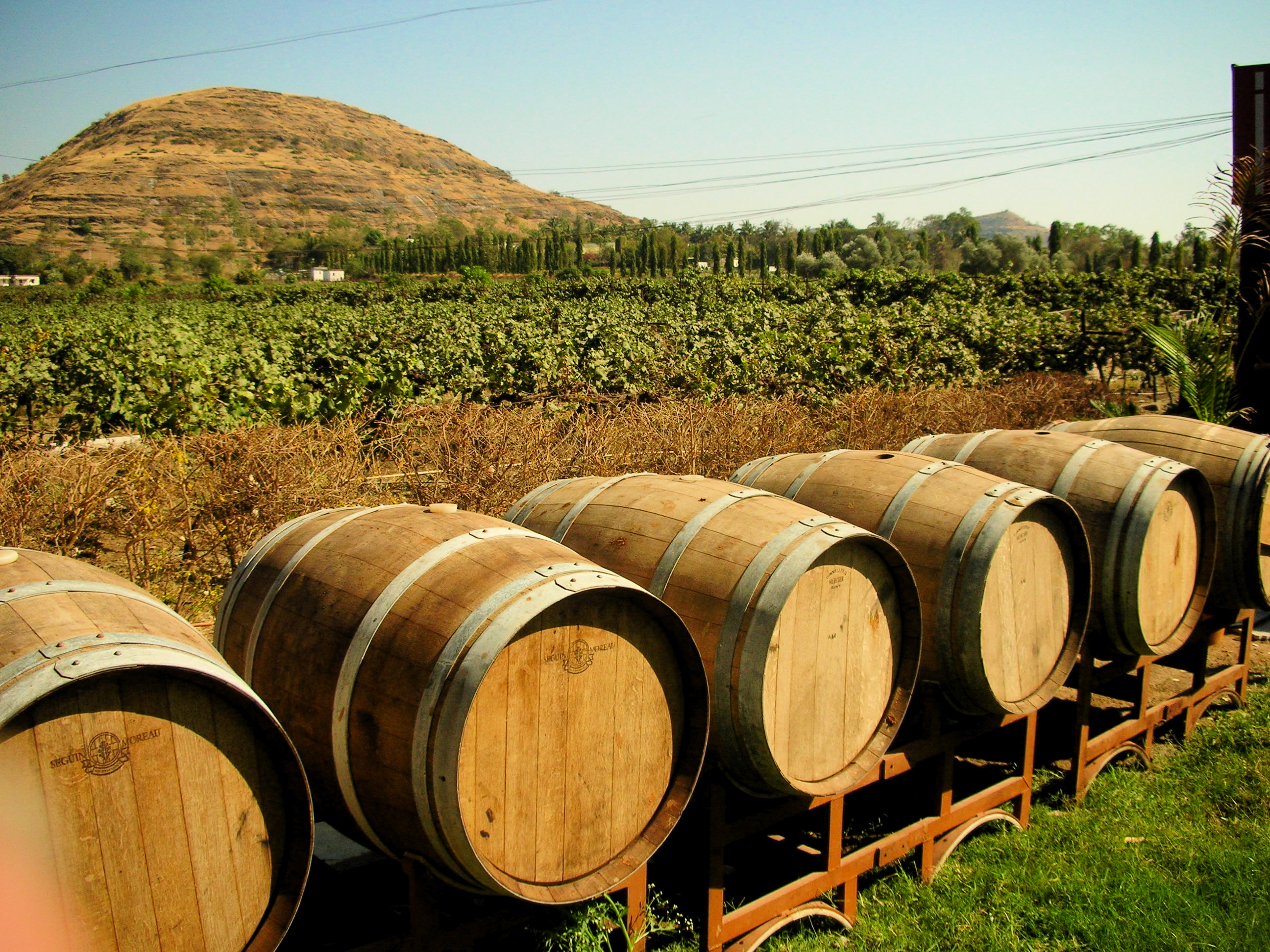
Wijnvaten en wijngaard nabij Poona

In de moderne wijngaarden worden vooral Europese druifvariëteiten verbouwd, zoals Syrah en Cabernet Sauvignon, maar ook wel Tempranillo, Sangiovese, Grillo, Chenin Blanc, Clairette Blanche als ook Zinfandel en Viognier. Als men wijn wil lageren, gebeurt dat vaak op Frans, maar ook wel Amerikaans eiken.
Zuid-India brengt verschillende inheemse tafeldruivensoorten voort die ook kunnen worden gebruikt bij de wijnproductie, waarbij Anabeshahi, Arkavati en Arkashyam de meest voorkomende zijn. Populaire niet-inheemse druiven zijn de Bangalore Blue (Isabella) en Gulabi (Black Muscat). De Turkse (tafel)druif Sultana is er de meest aangeplante druif en beslaat meer dan de helft van het aangelegde areaal wijngaarden. Naar Nederland wordt onder meer de witte tafeldruif Thompson Seedless geëxporteerd.